# Серновела (Леко)
Серновела је насеље у Италији у округу Леко, региону Ломбардија.
Према процени из 2011. у насељу је живело 51 становника. Насеље се налази на надморској висини од 255 м.